# Bunker GO-42
Le Bunker GO-42 est un complexe militaire secret situé à Moscou en Russie. Il est situé près de la station Taganskaïa du métro de Moscou. Sa construction a été achevée en 1951.
Il a connu divers noms : An-02 (1947), FS-293 (1951), FS-572 (1953) et GO-42 (à partir de 1980). Ce complexe militaire était un bunker et un centre de communication, à Moscou en Russie. Il fait 7000 m² de superficie et est enfoui à 65 m sous terre.

## Histoire
La construction de cet espace commence en 1951, en raison des premières menaces de guerre nucléaire avec les Etats-Unis. Ce complexe souterrain utilise les mêmes techniques de construction que le métro souterrain de Moscou. Ce dernier lui est relié par le biais de deux tunnels.
Le premier tunnel a servi à alimenter le complexe et à le relier à la station Taganskaya du côté de la ligne Koltsevaya. Le second tunnel est connecté aux espaces techniques de la station.
En 1956, l'installation opère comme le centre de communication du quartier général du poste de commandement d'urgence du district de défense aérienne de Moscou (PVO). Le personnel de l'installation était relevé toutes les 24 heures. Les équipes travaillaient sur des périodes courtes dans le but de les garder alertes et pour prévenir l'anxiété du combat. Selon les souvenirs des vétérans, plusieurs membres de l'équipe travaillaient pour plusieurs autres institutions comme le télégraphe central, les studio de la radio ou le laboratoire de géodésie.
Dans les années 1960, le bunker est équipé avec tout le nécessaire pour continuer à opérer dans le cas d'une attaque nucléaire, ce qui inclut de la nourriture, du carburant et deux puits artésiens pour avoir de l'eau potable pendant une longue période.
En 2006, le bunker est mis aux enchères publiques par l'agence fédérale russe pour la gestion des propriétés d'Etat. Il est acquis par une entreprise privée, Novik-Servis (Новик-Сервис) pour 65 millions de roubles.
Depuis 2007, il s'agit d'un musée nommé "экспозицио́нный ко́мплекс Бу́нкер-42" (Complexe d'exposition Bunker-62).

## Capacité
Environ 600 personnes pourraient vivre et travailler dans ce complexe durant trente jours sans aucune assistance de l'extérieur, grâce aux stockage de nourriture, de médicament, le système de recyclage de l'air et les générateurs au diesel.